# Dunlo
Dunlo es un lugar designado por el censo ubicado en el condado de Cambria en el estado estadounidense de Pensilvania. En el año 2010 tenía una población de 342 habitantes y una densidad poblacional de 263 personas por km².

## Geografía
Dunlo se encuentra ubicado en las coordenadas 40°17′38″N 78°43′3″O / 40.29389, -78.71750. Según la Oficina del Censo de los Estados Unidos, Dunlo tiene una superficie total de 0,52 mi² (1,3 km²), de la cual 0,52 mi² (1,3 km²) corresponden a tierra firme y 0 mi² (0 km²) es agua.